# Tretkurbel

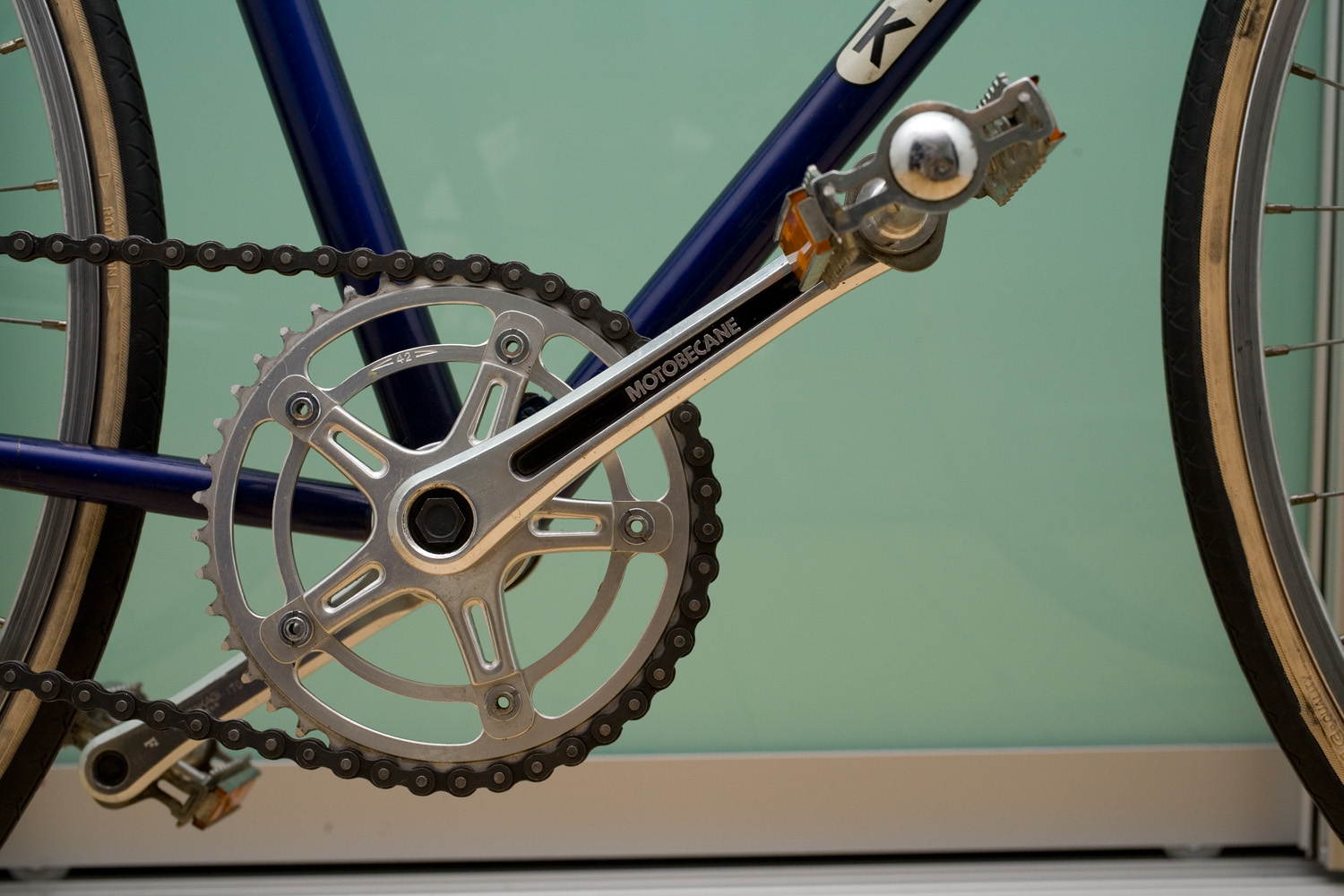
Tretkurbeln an einem Fahrrad

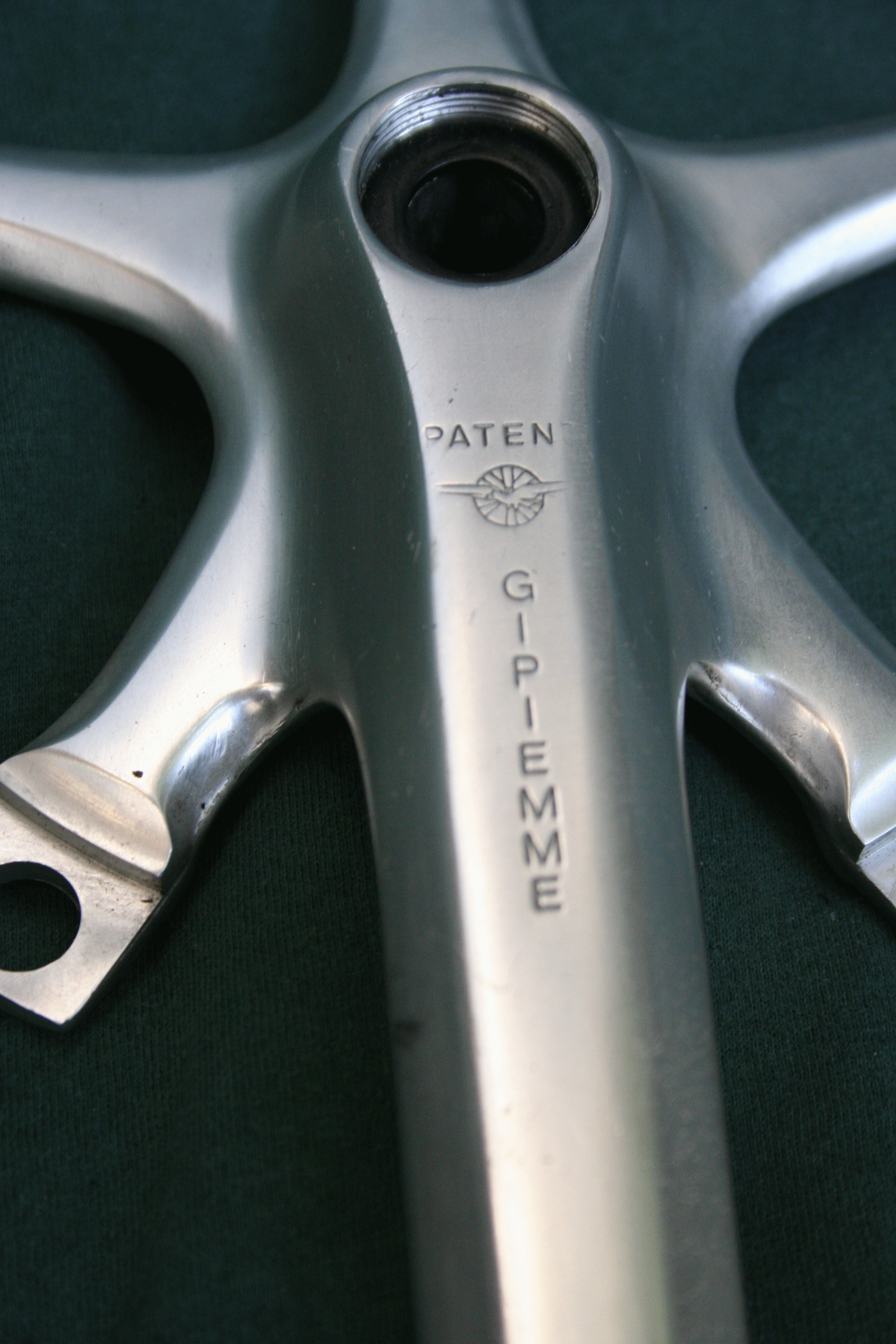
Fahrrad-Tretkurbel mit Anschraubstellen für ein Kettenblatt und Bohrung zur Verbindung mit der Tretlagerwelle

Eine Tretkurbel ist ein an einer Welle angebrachter Hebel mit einem Tritt zum Aufsetzen eines Fußes am freien Ende. Durch kreisförmige Bewegung wird über die Kurbel ein Antriebsmoment in die Welle eingeleitet. Meist werden zwei um 180° versetzte Tretkurbeln verwendet, um beide Füße einsetzen zu können.
Der häufigste Anwendungsfall sind die zwei an den Enden einer kurzen Tretlagerwelle angebrachten Tretkurbeln am Fahrrad. Durch Treten der Fahrradpedale am Ende der Kurbeln werden Welle und Kettenblatt angetrieben.
Tretkurbeln dienen auch zum Antrieb von Tretbooten, Mofas, Fahrradergometern, Pedal-Generatoren und Waschmaschinentrommel-Antrieben in Dritte-Welt-Ländern. Früher dienten Pedalantriebe auch zum Betrieb von handwerklichen Geräten wie rotierenden Schleifsteinen von ambulanten Scheren- und Messerschleifern.
Die folgenden Ausführungen beschäftigen sich mit Tretkurbeln am Fahrrad.

## Tretkurbeln am Fahrrad
Der meist auf einem Sattel sitzende Radfahrer treibt durch das wechselweises Treten der Pedale eine „Lagerwelle“ an. Beim stehenden Fahren kann das Antriebsmoment zusätzlich aus dem Körpergewicht gewonnen werden. Die Antriebskraft wird gewöhnlich über ein Ketten-, Zahnrad-, Kardan- oder Riemengetriebe auf das Hinterrad übertragen.
Tretkurbeln wurden früher aus Stahl, bei Fahrrädern heute fast ausschließlich aus Aluminium, teilweise auch aus kohlenstofffaserverstärktem Kunststoff gefertigt. 
Der horizontale Abstand der äußeren Fläche der linken und rechten Tretkurbel wird Q-Faktor genannt. Aus dem Q-Faktor, der Achslänge und der Trittfläche der Pedalen ergibt sich die Standbreite des Kurbelsatzes. Sie sollte ähnlich groß sein wie beim Laufen.

## Erfinder

Tretkurbelrad von Heinrich Mylius (1845)

Belegt ist das erste Tretkurbelfahrrad Deutschlands von dem deutschen Mechaniker, Mundartdichter und Konstrukteur Heinrich Mylius für etwa 1845 in Themar. Mylius soll ein Zweirad gebaut haben, das noch vor dem Fischer-Tretkurbelrad (1853) aus Schweinfurt mit Tretkurbeln am Vorderrad ausgestattet war. Das Datum gilt heute als strittig. Im Vergleich zum Fischer-Rad fällt die eigenartige Hinterradgabel auf. Diese spricht für ein älteres Baujahr. Es ist zu vermuten, dass sich Mylius und Philipp Moritz Fischer (1812–1890) kannten, denn beide wohnten nur in etwa 80 Kilometer Entfernung zueinander. Mylius floh im Zuge der Revolution 1848/1849 nach Amerika.
Als Erfinder der Tretkurbel beim Fahrrad werden auch in Verbindung gebracht:
- Pierre Michaux (1813–1883), Frankreich – Pedalantrieb für Fahrräder 1861, da er bei der Weltausstellung 1867 zwei Exemplare seines Velocipedes publik machte, damit große und internationale Aufmerksamkeit erregte und zum Verkaufserfolg verhalf.[5]
- Pierre Lallement (1843–1891), Frankreich – US-Patent für ein pedalgetriebenes Fahrrad 1866

## Verbindung zum Tretlager

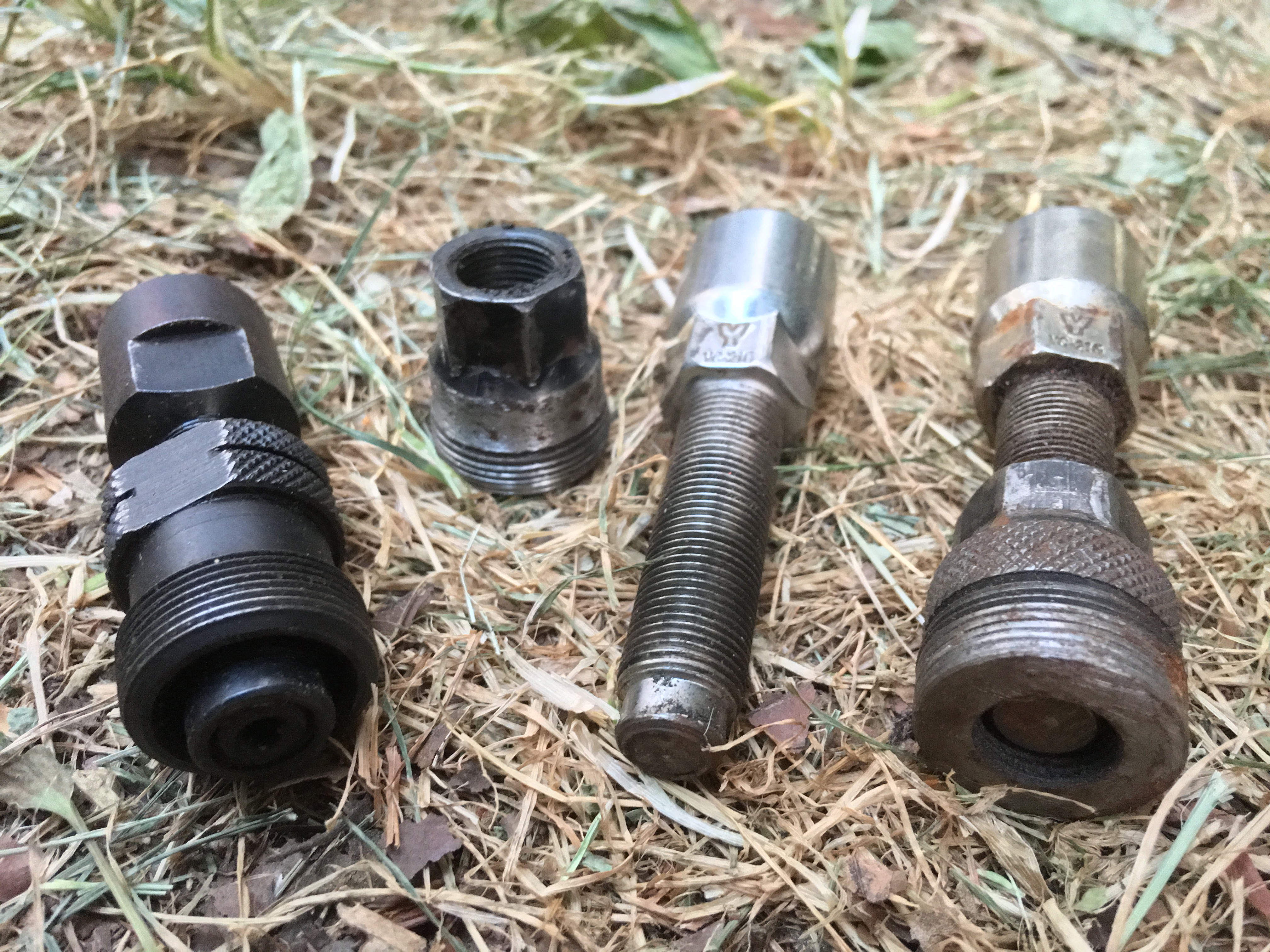
Kurbelabzieher für Kurbeln mit Vierkant-Verbindung zur Welle des Innenlagers.
Links ein Abzieher besserer Qualität. Die beiden anderen Abzieher kosten nur wenige Euro und sind aufgrund der abgenutzten Gewindegänge bereits unbrauchbar. Der mittlere Abzieher ist in seine zwei Bestandteile zerlegt.
Kurbel und Abzieher besitzen Feingewinde, die anfällig sind gegen Verkanten beim Einschrauben und Verschmutzung. Die Geweindegänge von einfachen Abziehwerkzeugen verformen sich oft bereits nach wenigen Einsätzen. Das Innengewinde einer festsitzenden Kurbel wird dann ebenfalls beschädigt, das Werkzeug rutscht ab und die Kurbel lässt sich oft nur noch mit einem von außen angreifenden Abzieher entfernen.

Früher wurden die Kurbelarme mit je einem Keil auf dem abgeflachten Part der Welle befestigt. Um eine dauerhafte Verbindung zu erreichen, muss ein passender Keil verwendet werden, der von der richtigen Seite in die Kurbel einzuschlagen ist. Die zur Sicherung des Keils aufgeschraubte Mutter darf nur leicht angezogen werden, um den Gewindebolzen nicht abzureißen. Sie dient nicht zum Einziehen des Keils.
Die meisten Fahrradkurbeln mit Vierkant-Verbindung zur Innenlager-Welle haben ein Innengewinde, das zum Einschrauben eines speziellen Werkzeugs dient, mit dem die Kurbeln von der Welle abgezogen werden (Abzieher).
Das feine Innengewinde wird leicht beschädigt, wenn das Werkzeug zum Abziehen der Kurbel verkantet angesetzt wird oder dessen Gewindegänge abgenutzt oder verformt sind.
Wenn das Abziehwerkzeug beim Anziehen der inneren Schraube im Innengewinde durchrutscht, dann muss auf eine andere Methode zum Entfernen der Kurbel zurückgegriffen werden:
- Die Kurbel wird rund um die Aufnahme der Welle von außen durch eine Flamme oder einen Heißluftfön erwärmt. Ein schnelles Erwärmen ist von Vorteil. Dann kann die Kurbel mit dem Hammer oder mit Hammer und Meißel von der Welle geschlagen werden, solange die Vierkantaufnahme der Kurbel sich durch die Hitze ausgedehnt hat, während die Welle selber noch kalt ist.
- Ein zweiarmiger oder dreiarmiger Abzieher kann von außen an der Kurbel angesetzt werden. Ebenso wie beim von innen eingeschraubten Abzieherwerkzeug wird dann ein Dorn im Inneren des Werkzeugs gegen die Welle geschraubt, um die Kurbel abzuziehen. Bei Kurbeln mit abgerundeten Kanten längsseits, ist es jedoch oft kaum möglich, die Arme des Abziehers an der Rückseite der Kurbel einzuhängen, ohne dass sie abrutschen. Zuverlässiger funktionieren Abzieher mit einem einseitig geschlitzten Zylinder, der über den Kopf der Kurbel geschoben wird und diesen dreiseitig umfasst (Kugelgelenk-Abzieher oder -Ausdrücker).
- Wenn die Kurbel nicht wieder verwendet werden soll, kann der Kopf beidseitig mit einem Trennschneider eingeschlitzt werden, bis sich die Kurbel abbrechen lässt.
- Wenn die Schraube, welche die Kurbel auf der Welle befestigt, gelockert oder entfernt wird, so löst sich die Kurbel in vielen Fällen von selber, wenn das Fahrrad eine Zeitlang so gefahren wird. Diese Methode des Kurbelabziehens ist aber nicht empfehlenswert, da sie zu einer Materialermüdung führt.

## Form der Kurbelarme
Bis in die 1980er Jahre waren die Tretkurbelarme am Fahrrad üblicherweise gerade und verliefen parallel zum Rahmen.
Seitdem werden überwiegend „low profile“-Kurbeln eingesetzt, die sich nach außen abspreizen und daher mit einer etwas kürzeren Tretlagerwelle kombiniert werden. Hierdurch wird mehr Bewegungsfreiheit für die Ferse und eine gewisse Materialersparnis erreicht.

## Kurbellänge
Die Kurbellänge wird von der Mitte der Tretlagerwelle bis zur Mitte der Pedalachse gemessen. 
Tretkurbeln für Erwachsene sind meist 170 bis 175 mm lang. Üblich sind aber auch Tretkurbelarme zwischen 150 und 190 mm.
Die Länge der Tretkurbeln sollte der Beinlänge angepasst sein. Dabei kommt es vor allem darauf an, die Kurbeln nicht zu lang zu wählen.
Die genaue Länge der Kurbeln hat dann nur einen geringen Einfluss auf die Effizienz der Kraftübertragung. Die optimale Kurbellänge kann ohnehin kaum nach Formelwerten vorhergesagt werden, denn sie hängt von Geometrie, Bauart und Einsatzgebiet des Rades, von persönlichen Präferenzen und von weiteren verschiedenen Faktoren ab. Oft lässt sich erst nach längerer Gewöhnungszeit feststellen, wie gut der Körper mit einer bestimmten Kurbellänge zurechtkommt.
Studien beim Bahnradsport belegen, dass kürzere Tretkurbelarme mit einer Länge zwischen 155 und 160 mm außer ergonomischen Vorteilen auch geringeren Luftwiderstand erzielen.
Bei gleicher Trittfrequenz muss mit kürzeren Kurbel eine größere Pedalkraft aufgebracht werden. Dies wird jedoch dadurch ausgeglichen, dass die Beine bei kürzeren Kurbeln weniger stark angewinkelt werden. Durch den günstigeren Hebelarm bei gestrecktem Bein lässt sich die erhöhte Pedalkraft ohne weiteres aufbringen, ohne dass hierfür eine größere Muskelkraft erforderlich wäre.
Zusätzlich kann mit kurzen Kurbeln eine erhöhte Trittfrequenz erreicht werden, wodurch sich die erforderliche Pedalkraft wieder vermindert.
Während zu lange Kurbeln zu Knieproblemen führen können, ergeben sich durch kurze Kurbeln keine gravierenden Nachteile. Auch sehr große Menschen kommen daher in der Regel mit den Standard-Kurbellängen von 170, 172,5 und 175 mm gut zurecht.
Insbesondere Fahrräder für Kinder, für kleine Menschen und für Menschen mit verhältnismäßig kürzeren Beinen sollten mit entsprechend verkürzten Kurbeln ausgestattet werden.
Je nach Geometrie und Sitzposition kommen viele Liegeradfahrer ebenfalls besser mit kürzeren Kurbeln zurecht. Eine typische Kurbellänge für durchschnittlich große Fahrer von Liegerädern ist 155 mm.
Gelegentlich wird angegeben, dass die Kurbellänge bei Liegerädern 19–21 % der Schrittlänge betragen und dass das Bein im „oberen“ Totpunkt nicht über den rechten Winkel hinaus gebeugt sein sollte, um Knieprobleme zu vermeiden.

## Verbindung zum Pedal
Die linke Tretkurbel ist in der Regel mit einem Linksgewinde ausgestattet, damit sich die Verbindung mit dem Pedal nicht durch die umlaufende Belastung selbsttätig löst.
Wird das Pedal nicht ausreichend fest angezogen, so schraubt sich die Pedalachse zwar nicht heraus, die Gewindegänge reiben aber bei jeder Umdrehung aneinander und können sich im weicheren Material der Kurbel schnell vollständig abnutzen.
Stark belastete Pedale sollten in Kurbeln aus Aluminium und Carbonfasern nach einiger Zeit nachgezogen werden, da sich die Pedalachse teilweise in das Material eindrückt, wodurch sich die Verbindung wieder lockert.

## Materialermüdung

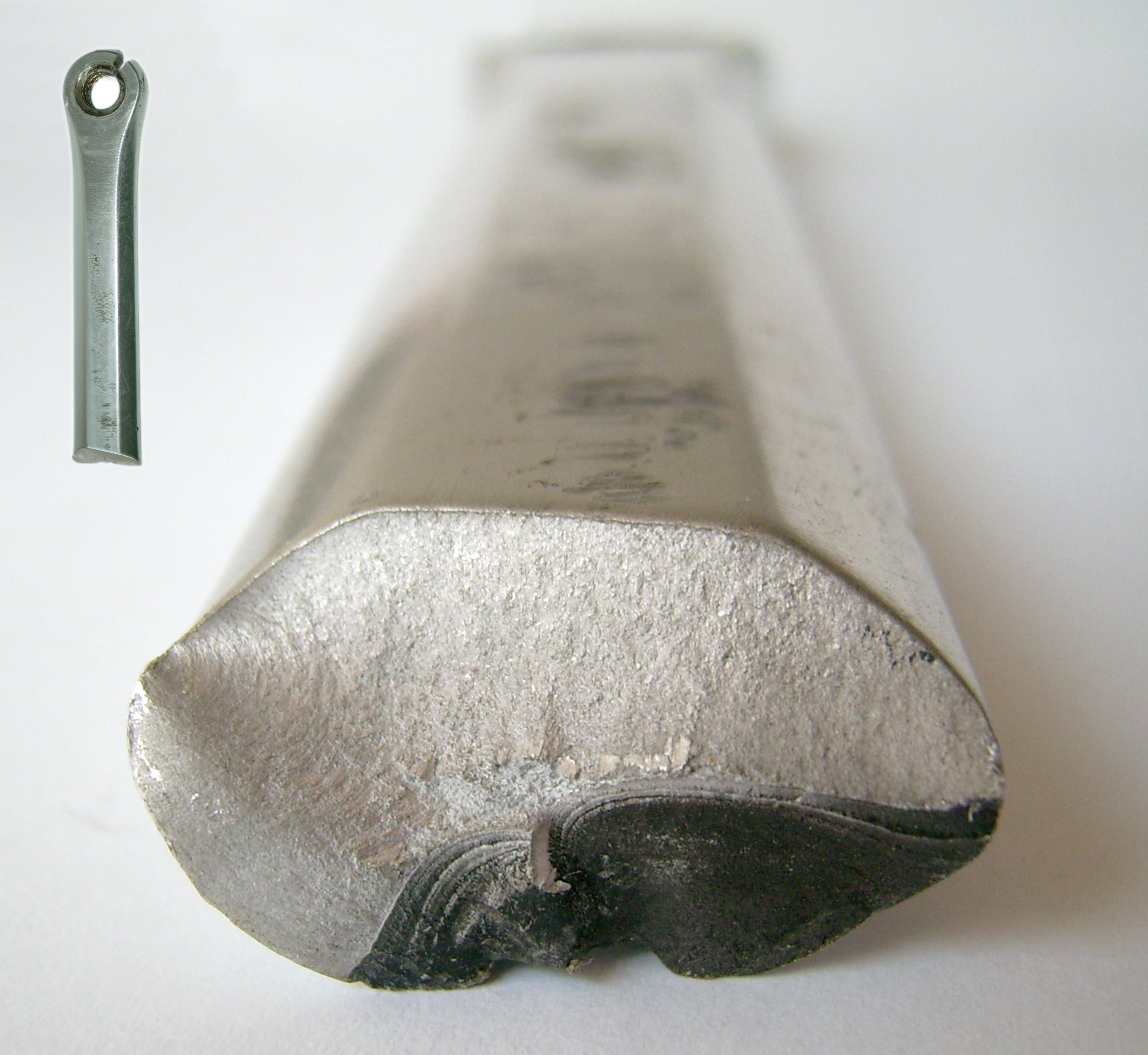
Bruch durch Materialermüdung am Pedalarm. Ermüdungsbruch (dunkel, mit Rastlinien) an einem gegossenen Aluminium-Tretkurbelarm; hell: Gewalt- bzw. Sprödbruch

Die Kurbel ist an und nahe der Verbindungsstelle zwischen Welle und Tretkurbel einer hohen Wechselbelastung ausgesetzt. Typische Drehmomente liegen im Straßenradsport bei 100 Nm, im Bahnsport beim Anfahren bei bis zu 500 Nm. Insbesondere Aluminiumkurbeln können unter der Lastwechsel-Beanspruchung am Kurbelarm einen Schwingbruch (Ermüdungsbruch) erleiden.